# Royaume alaman
vers 260 – 915
(environ 655 ans)
Entités précédentes :
- Champs Décumates
- Germanie première
- Rhétie
- Séquanaise

Entités suivantes :
- Duché d'Alsace
- Duché de Souabe

L’Alémanie (en latin : Alamannia) est le territoire dans lequel les Alamans se sont établis à partir du IIIe siècle autour du Rhin supérieur. Parfois désigné comme « royaume alaman », ce territoire ne constitue pas un État unitaire mais davantage une confédération de chefferies aux frontières de l’Empire romain.
Prenant possession des champs Décumates vers 260, les Alamans installent progressivement leur pouvoir dans les provinces romaines de Germanie première, Rhétie et Séquanaise au cours des grandes migrations des IVe et Ve siècles. Cette expansion s’achève par une défaite militaire face aux Francs lors de la bataille de Tolbiac vers 496. Soumis par Clovis Ier, le territoire alaman se met sous la protection du royaume ostrogoth d’Italie avant d’être incorporé au royaume des Francs vers 536.
Le duché d’Alémanie (en latin : ducatus Alamannorum) est ainsi constitué sous l’autorité de ducs francs pour administrer la région à partir de 536. Plusieurs révoltes éclatent et provoquent la création du duché d’Alsace afin de protéger la plaine du Rhin. Les rébellions de l’aristocratie alamane sont finalement réprimées lors du massacre de Cannstatt en 746. L’Alémanie est divisée en deux comtés à l’époque carolingienne jusqu’à la création du duché de Souabe vers 915 au sein du royaume de Germanie.

## Histoire
Les Alamans étaient originellement une alliance de plusieurs peuplades appartenant toutes au rameau germanique occidental et qui se situaient avant leur migration aux alentours du Main supérieur, l'un des plus grands affluents du Rhin de l'Allemagne. Une des plus récentes sources les concernant est le cognomen Alamannicus adopté par Caracalla, qui dirigea l'Empire romain de 211 à 217, se proclamant ainsi leur vainqueur. La nature de cette alliance et leur affiliation d'antan restent incertaines. L'alliance était agressive et ceux-ci attaquèrent la province romaine de Germanie supérieure dès que l'occasion se présenta.
À partir du Ier siècle, le Rhin devint la frontière entre la Gaule romaine et les peuples de Germanie. Les peuples germaniques et celtes étaient situés le long des deux rives. Les Romains séparèrent ces territoires en deux parties, la Germanie supérieure au sud et la Germanie inférieure au nord, toutes deux appartenant à l'espace géographique du Rhin supérieur.
La Germanie supérieure s'étendait entre le Rhin supérieur et le Danube supérieur, incluant la Forêt-Noire qui était plus vaste qu'elle ne l'est de nos jours et faisait partie de la forêt hercynienne). Les Romains la nommèrent les champs Décumates, nom d'origine inconnue. Certains archéologues ont traduit ce nom par « les dix cantons », l'entité à laquelle ces cantons auraient été rattachés demeure inconnue.
Les Romains créèrent le limes de Germanie, un ensemble de fortifications mis en place sur la rive ouest du Rhin dans la province de la Germanie supérieure. Les guerriers alamans traversaient fréquemment le limes pour piller la province puis  se retiraient dans les champs Décumates une fois leurs raids accomplis. C'est sous la forme d'une confédération qu'ils s'installèrent à la fin du IVe siècle, sur le Plateau suisse ainsi que dans une partie de l'actuelle Bavière, du Vorarlberg et plus à l'ouest dans les Vosges alsaciennes, jusqu'à atteindre les vallées alpines au VIIIe siècle.

## Liste des rois alamans

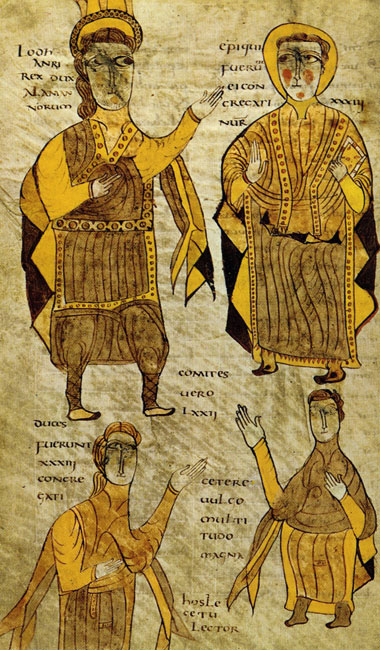
Lodhanri, roi des Alamans, entouré d'un évêque, d'un duc et d'un comte. Manuscrit de la vallée de la Loire (?) réalisé vers 803-814.
(Bibliothèque nationale de France)

Parmi ces rois alamans (entre le début du IVe siècle et fin Ve siècle), citons :
1. Chrocus en 306 ;
2. Mederich (père de Agenarich et frère de Chnodomar (latinisé en Chnodomarius) ;
3. Vestralp ;
4. Ur ;
5. Agenarich (latinisé en Serapio) ;
6. Suomar ;
7. Hortar ;
8. Gundomad et Vadomar ;
9. Ursicin ;
10. Makrian ;
11. Rando ;
12. Hariobaud (en) ;
13. Vithicab et Gibuld vers 370 ;
14. Lodhanri.